# Lloyd Pierce
Lloyd Pierce (San Jose, 11 maggio 1976) è un allenatore di pallacanestro ed ex cestista statunitense.

## Statistiche

### Allenatore
| Stagione | Squadra       | Regular Season | Regular Season | Regular Season | Regular Season | Regular Season           | Post Season      |
| Stagione | Squadra       | V              | P              | % V            | G              | Posizione finale         | Post Season      |
| -------- | ------------- | -------------- | -------------- | -------------- | -------------- | ------------------------ | ---------------- |
| 2018-19  | Atlanta Hawks | 29             | 53             | 35,4           | 82             | 3º in Southwest Division | Manca i play-off |
| 2019-20  | Atlanta Hawks | 20             | 47             | 29,9           | 67             | 5º in Southwest Division | Manca i play-off |
| 2020-21  | Atlanta Hawks | 14             | 20             | 41,2           | 34             | -                        | -                |
|          | Carriera      | 63             | 120            | 34,4           | 183            |                          |                  |